# Никитин, Василий Васильевич (почвовед)
Васи́лий Васи́льевич Ники́тин (декабрь 1886, Вятская губерния — 1932, ?) — советский почвовед, профессор, заведующий кафедрой почвоведения, декан агрономического факультета Пермского университета (1924—1926), основоположник школы почвоведения на Урале.

## Биография
В. В. Никитин родился в декабре 1886 года в Вятской губернии в семье крестьянина. С 1905 по 1910 учился в Московском сельскохозяйственном институте (ТСХА). В 1912—1917 годы от земельного и переселенческого управления под руководством Н. А. Димо работал в почвенных экспедициях в Черниговской и Псковской губерниях, в азиатской части России; являлся руководителем и участником Туркестанских экспедиций по линии Переселенческого и Земельного управлений.
В 1918 году работал в отделе земледелия Наркомзема. В 1919—1921 гг. в сельскохозяйственном ученом комитете г. Ленинграда. По состоянию здоровья В. В. Никитин ушел на преподавательскую работу в Псковский сельскохозяйственный институт.
По приглашению А. Г. Генкеля В. В. Никитин переходит в Пермский университет на заведование кафедрой почвоведения. В 1924—1926 гг. работал деканом агрономического факультета.
В. В. Никитин является основоположником школы почвоведения на Урале. Он организовал почвенные обследования в Зауралье и Северном Прикамье.
Под его руководством обследовано более 12 млн га.
В. В. Никитин был арестован в 1930 году по делу Трудовой крестьянской партии. Обвинения сняты в 1931 году. Умер в 1932 году.